# Число Кита
В занимательной математике число Ки́та — это число из целочисленной последовательности:
14, 19, 28, 47, 61, 75, 197, 742, 1104, 1537, 2208, 2580, 3684, 4788, 7385, 7647, 7909, 31331, 34285, 34348, 55604, 62662, 86935, 93993, 120284, 129106, 147640, 156146, 174680, 183186, 298320, 355419, 694280, 925993, … (последовательность A007629 в OEIS)
Числа Ки́та ввёл Майк Кит в 1987.
Числа трудно найти, на 2017 год известно только 100 таких чисел.

## Вводные замечания
Чтобы определить, является ли n-значное число N числом Ки́та, строим последовательность чисел, подобную последовательности чисел Фибоначчи, начинающуюся с n десятичных цифр числа N. Затем продолжаем последовательность, добавляя в качестве очередного члена сумму предыдущих n членов. По определению, N является числом Кита, если N оказывается членом строящейся последовательности.
В качестве примера рассмотрим 3-значное число N = 197. Это число даёт последовательность:
1, 9, 7, 17, 33, 57, 107, 197, 361, …
Поскольку 197 входит в последовательность, 197 является числом Кита.

## Определение
Числом Кита является положительное целое число N, которое появляется как член последовательности, заданной линейной рекуррентной формулой с начальными членами, определяемыми цифрами самого числа. Если дано n-значное число
{\displaystyle N=\sum _{i=0}^{n-1}10^{i}{d_{i}},}
последовательность {\displaystyle S_{N}} образуется из начальных членов {\displaystyle d_{n-1},d_{n-2},\ldots ,d_{1},d_{0}} и продолжается членами, получаемыми как сумма предыдущих n членов. Если число N появляется в последовательности {\displaystyle S_{N}}, то N, говорят, что оно является числом Кита. Однозначные числа Кита обладают свойством Кита тривиально и из рассмотрения обычно исключаются.

## Поиск чисел Кита
Бесконечно или нет число Кита, является в настоящее время предметом споров. Числа Кита встречаются редко и их трудно найти. Их можно искать путём исчерпывающего поиска, и пока не известно более эффективного алгоритма.
Согласно Киту, в среднем ожидается {\displaystyle \textstyle {\frac {9}{10}}\log _{2}{10}\approx 2.99} чисел Кита между последовательными степенями 10. Известные результаты эту оценку поддерживают.

## Примеры
14, 19, 28, 47, 61, 75, 197, 742, 1104, 1537, 2208, 2580, 3684, 4788, 7385, 7647, 7909, 31331, 34285, 34348, 55604, 62662, 86935, 93993, 120284, 129106, 147640, 156146, 174680, 183186, 298320, 355419, 694280, 925993, 1084051, 7913837, 11436171, 33445755, 44121607, 129572008, 251133297.

## По другим основаниям
Числа Кита по основанию 12
11, 15, 1Ɛ, 22, 2ᘔ, 31, 33, 44, 49, 55, 62, 66, 77, 88, 93, 99, ᘔᘔ, ƐƐ, 125, 215, 24ᘔ, 405, 42ᘔ, 654, 80ᘔ, 8ᘔ3, ᘔ59, 1022, 1662, 2044, 3066, 4088, 4ᘔ1ᘔ, 4ᘔƐ1, 50ᘔᘔ, 8538, Ɛ18Ɛ, 17256, 18671, 24ᘔ78, 4718Ɛ, 517Ɛᘔ, 157617, 1ᘔ265ᘔ, 5ᘔ4074, 5ᘔƐ140, 6Ɛ1449, 6Ɛ8515, …

## Кластеры Кита
Кластер Кита — это числа Кита, из которых одно кратно другому. Например,
(14, 28), (1104, 2208) и (31331, 62662, 93993). Возможно, существуют только эти три примера кластеров Кита.